# Однолюби (фільм, 1982)
Однолюби (рос. Однолюбы) — радянський художній фільм 1982 року, знятий на Кіностудії ім. М. Горького.

## Сюжет
Повість про старих жителів села, яким унаслідок розширення колгоспної ферми належить покинути свої хати і рідні місця.

## У ролях
- Іван Лапиков — дід Максим Олексійович
- Галина Макарова — баба Віра, дружина Максима
- Іван Рижов — дід Лаврентій
- Галина Дьоміна — Олена Федорівна, дружина Лаврентія
- Ірина Новикова — Світлана Євгенівна, архітектор
- Борис Сморчков — Степан Савелійович, голова колгоспу
- Лідія Кузнецова — Галина
- Михайло Кокшенов — Юрка, зять діда Максима
- Євгенія Ханаєва — Мері Клепкоф, Марія, викрадена фашистами за кордон
- Хайнц Браун — Девід Клепкоф
- Максим Сидоров — Сергунька
- Марія Андріанова — бабка Темніха
- Володимир Антоник — агроном
- Микола Погодін — начальник будівництва
- Микола Смирнов — представник центру
- Олександр Вдовін — перекладач
- В'ячеслав Тихонов — епізод
- Юрій Сорокін — епізод
- Клавдія Козльонкова — телятниця на фермі
- Наталія Казначеєва — епізод
- Олена Валаєва — епізод
- Тетяна Чорноп'ятова — епізод
- Олександр Тютін — хлопець з гітарою
- Степан Старчиков — лікар
- Володимир Шихов — епізод
- Володимир Сирота — епізод
- Юрій Саранцев — епізод

## Знімальна група
- Режисер — Марк Осеп'ян
- Сценарист — Микола Лирчиков
- Оператор — Михайло Якович
- Композитор — Володимир Терлецький
- Художники — Віктор Власков, Микола Ємельянов, Олег Краморенко